# Sophrops parviceps
Sophrops parviceps är en skalbaggsart som beskrevs av Leon Fairmaire 1887. Sophrops parviceps ingår i släktet Sophrops och familjen Melolonthidae. Inga underarter finns listade i Catalogue of Life.